# 동산초등학교 (전남)
동산초등학교는 대한민국 전라남도 순천시 서면 동산리에 있는 공립 초등학교이다.

## 학교 연혁
- 1925년 9월 15일 동산공립보통학교 개교(설립인가 6월 3일)
- 1938년 4월 1일 동산공립심상소학교로 개칭
- 1941년 4월 1일 동산공립국민학교로 개칭
- 1950년 4월 1일 동산국민학교로 개칭
- 1981년 3월 1일 병설유치원 설치
- 1994년 3월 1일 판교분교장 통폐합[1]
- 1996년 3월 1일 구상분교장 통폐합[2]
- 1996년 3월 1일 동산초등학교로 개칭[3]
- 1999년 9월 1일 서산초등학교 통폐합
- 2021년 2월 5일 제93회 졸업 97명(총 11,500명)
- 2021년 9월 1일 제35대 지연호 교장 부임
- 2022년 1월 22일 제94회 졸업 96명(총11,596명)
- 2022년 9월 1일 제35대 지연호 교장 부임

## 학교 상징
- 교화 : 철쭉 - 인내, 공동체 의식
- 교목 : 소나무 - 높은 기개, 곧은 절개
- 교색 : 녹색 - 꿈, 발전

## 참고 자료
- 동산초등학교 - 한국교육학술정보원 학교알리미